# Phyllonycteris poeyi
Phyllonycteris poeyi är en fladdermusart som beskrevs av Juan Cristóbal Gundlach 1860. Phyllonycteris poeyi ingår i släktet Phyllonycteris och familjen bladnäsor. Inga underarter finns listade i Catalogue of Life. Wilson & Reeder (2005) skiljer mellan två underarter.
Artepitet i det vetenskapliga namnet hedrar den kubanska naturforskaren Felipe Poey.

## Utseende
Arten når en kroppslängd (huvud och bål) av 6,6 till 7,3 cm, en svanslängd av 0,7 till 1,3 cm och en vikt av 10 till 19 g. Underarmarna är 4,4 till 5,0 cm långa. Ovansidan är täckt av ljus gråbrun eller ljusgrå päls och på undersidan förekommer vitaktig päls. Pälsens hår på ovansidan har vita spetsar som i utseende liknar frost. De stora öronen är lite spetsiga på toppen. Phyllonycteris poeyi tillhör bladnäsorna men hudfliken på näsan (bladet) är förkrympt. Arten har ett brun-rosa flygmembran och svansflyghuden är påfallande kort. Denna fladdermus saknar hälsporre (calcar).
I underläppen förekommer en läppspalt med små knölar. Några få millimeter av svansen ligger utanför svansflyghuden. Hanarna är ofta större än honorna. Phyllonycteris poeyi har i varje käkhalva 2 framtänder, 1 hörntand, 2 premolarer och 3 molarer, alltså 32 tänder. Tungans spets är delvis utrustad med långa papiller så att tungan liknar en borste.

## Utbredning
Arten förekommer på Kuba, på Hispaniola och på några mindre öar i regionen. I bergstrakter kan arten förekomma upp till 1700 meter över havet. Födosöket sker i städsegröna skogar, i andra skogar, i trädodlingar och delvis i ganska torra områden med buskar. Vid ett tillfälle upptäcktes en individ på en ö som tillhör Florida Keys (USA).

## Ekologi
Arten lever i områden med fruktträd. Individerna äter frukter, nektar samt pollen och kanske några insekter. Antagligen föds bara en unge per kull. Individerna vilar i grottor och de bildar där större flockar eller kolonier. Dräktiga honor har dokumenterats mellan februari och juni. Diande ungar har observerats fram till september.
Lätet som används för ekolokaliseringen har en varaktighet på upp till 7,2 millisekunder och en frekvens på upp till 50 kHz. Detta är, jämfört med andra fladdermusarter, en ganska lång varaktighet och en jämförelsevis låg frekvens. En nyfödd unge kan väga 5 g och saknar hår. Phyllonycteris poeyi kan inte hålla sig svävande som en kolibri, men den har god förmåga att hålla sig fast vid växten när den äter.

## Status
För sin vila tar Phyllonycteris poeyi sin tillflykt till heta grottor, där deras stora kolonier med tusentals individer påverkar och skapar ett definierat mikroklimat. Mänskliga aktiviteter som gruvbrytning, grottbesök eller ovarsam insamling av fladdermössens avföring (guano) kan påverka detta klimat negativt och göra grottan olämplig för arten. I utbredningsområdet har därför några skyddszoner inrättats. I Kuba och på Hispaniola tillhör Phyllonycteris poeyi den fladdermusart som har den största populationen. IUCN kategoriserar arten globalt som livskraftig.